# Hardcore (chanson)
Pour les articles homonymes, voir Hardcore.
Singles de Ideal J
Un liquide nocif/Un nuage de fumée
(1999)
Pistes de Le combat continue
Sur violents breakbeats J'ai mal au cœur
Hardcore est un single d'Ideal J, sorti le 12 décembre 1998. Il est la dixième piste de l'album Le combat continue, sorti la même année.
Le morceau est basé sur un sample du jazzman cubain Paquito D'Rivera et est produit par Delta d'Expression Direkt et Régis Cousty. La chanson est classée cinquième du top 100 des classiques du rap français de l'Abcdr du son.

## Commentaire
Hardcore est considéré comme le morceau qui a permis à Ideal J de sortir de l'ombre. En effet, à sa sortie, le titre est censuré en radio et son clip, réalisé par le photographe Armen, construit à partir d'extraits du journal télévisé, est lui aussi sujet à la censure, ce qui offre au groupe une certaine couverture médiatique. Le clip censuré se termine par une citation du tirailleur sénégalais Abdoulaye N'Diaye, « c'est à vous d'apprécier à sa juste valeur ce que j'ai fait ».[réf. nécessaire]
Comme l'indique son titre, le morceau se veut représenter la mouvance « hardcore » française. Kery James y évoque donc des sujets récurrents du rap hardcore français (la police, la prison, etc.), d'actualités (la déforestation, la pédophilie, les guerres de Yougoslavie, etc.) ou encore historique (la Révolution française, la colonisation, la Seconde Guerre mondiale, etc.).
Kery James explique qu'il avait fait ce morceau pour donner une réponse aux personnes qui leur demandaient « Pourquoi vous faites toujours du rap hardcore ? » Mais il déplore que « malheureusement certaines personnes n'ont retenu que ça de l'album (Le combat continue) ». Il ajoute : « On n'a pas eu à choisir le single. C'est Skyrock qui s'en est occupé. Le choix du single s'est imposé de fait par les radios. » Cependant, ce morceau demeure l'un des plus emblématiques du rap français. Il reste souvent réclamé par le public dans les concerts, et est souvent cité comme une référence par les rappeurs français.
La chanson contient une phrase homophobe, en comparant la guerre et la déforestation à l'homosexualité. Kery James ne prononce plus cette phrase dans ses interprétations récentes.

## Reprises et parodies
- Chicken Boubou a repris la structure du morceau dans sa chanson/sketch Pas 2 porc.
- Michaël Youn s'est inspiré de l'introduction du morceau pour le refrain de sa chanson Fous ta cagoule[10].
- Le groupe Passymal, dans la deuxième partie de son titre Pas si mal, parodie ce morceau en le mettant à la sauce du XVIe arrondissement parisien.
- Kery James, Method Man et Streetlife ont enregistré un freestyle sur l'instrumental du morceau[11].
- Kery James dans son album solo Ma vérité reprend le morceau dans une version moins violente et cadrant plus avec l'actualité, c'est Hardcore 2005 avec Iron Sy.
- Sinik et Kennedy ont repris ce morceau dans une compilation Têtes Brûlées sorti en 2003.
- Seth Gueko reprend l'intro de Hardcore dans le morceau Dès que présent sur Barillet Plein.

## Classement
Hardcore rentre dans le classement des meilleures ventes de singles à la 98e place et atteint la 67e place.

## 6. Nuage de fumée        5:40
| No | Titre                                    | Durée |
| -- | ---------------------------------------- | ----- |
| 1. | Hardcore (radio edit)                    | 3:52  |
| 2. | Hardcore (album version)                 | 5:08  |
| 3. | Pour une poignée de dollars (radio edit) | 5:16  |